# نادي رويال إيه إم
نادي رويال إيه إم هو نادي كرة قدم جنوب أفريقي يلعب في دوري جنوب أفريقيا الممتاز.